# Aardbeibladroller
De aardbeibladroller of puntsnuitbladroller (Sparganothis pilleriana), is een vlinder uit de familie Tortricidae, de bladrollers. De spanwijdte van de vlinder bedraagt tussen de 20 en 25 millimeter. De soort overwintert als rups. Het diertje komt verspreid over het Palearctisch gebied voor.

## Waardplanten
De aardbeibladroller is polyfaag en heeft onder andere kruipwilg, aardbei en druif als waardplanten. Hij kan schadelijk zijn in de wijnbouw.

## Voorkomen in Nederland en België
De aardbeibladroller is in Nederland een schaarse soort, bekend vooral uit de duinen van Noord- en Zuid-Holland. In België is de soort alleen bekend van West-Vlaanderen van voor 1980. De soort kent één generatie, die vliegt in juli en augustus.